# 딘-스타크 기구
1. 교반기 막대/범핑 방지 과립
2. 스틸 포트
3. 분별탑
4. 온도계/끓는점 온도
5. 콘덴서
6. 냉각수
7. 냉각수 배출
8. 뷰렛
9. 탭
10. 수집용기

물보다 밀도가 낮은 용매를 사용한 공비혼합물에 대한 딘-스타크 기구 설정:

딘-스타크 기구(Dean–Stark apparatus)는 반응기에서 물(또는 때로는 다른 액체)을 수집하기 위해 합성 화학에 사용되는 실험실 유리기구이다. 액체에서 물을 분리하기 위해 환류 응축기 및 증류 플라스크와 함께 사용된다. 이는 에스테르화 반응과 같이 환류 온도에서 수행되는 화학 반응 중에 생성되는 물의 지속적인 제거일 수 있다. 줄리어스 마커슨(Julius Marcusson, 1905년 발명)의 원래 설정은 석유의 수분 함량 측정을 위해 1920년 미국 화학자 어니스트 우드워드 딘(Ernest Woodward Dean, 1888~1959)과 데이비드 듀이 스타크(David Dewey Stark, 1893~1979)에 의해 개선되었다.